# Dinaoro
Dinaoro est une commune rurale située dans le département de Sindou de la province de Léraba dans la région des Cascades au Burkina Faso.

## Population
On y parle une langue en voie de disparition, le natioro.